# فرقة يهودا والسامرة
فرقة يهودا والسامرة ((بالعبرية: אוּגְדָּת אֵזוֹר יְהוּדָה וְשׁוֹמְרוֹן))، أوغدات إيزور يهودا فيشومرون؛ التابعة لللجيش الإسرائيلي، تعرف أيضًا باسم فرقة الضفة الغربية، هي فرقة إقليمية في القيادة الوسطى الإسرائيلية مسؤولة عن النشاط العسكري الإسرائيلي في منطقة يهودا و‌السامرة.
القائد الحالي للفرقة هو العميد ياكوڤ دولف، الذي عين في هذا المنصب في ديسمبر 2023.

## المهمة
أنشئت الفرقة في عام 1988 بعد اندلاع الانتفاضة الأولى. وتعمل الفرقة على المستوى القيادي لجميع قوات الجيش الإسرائيلي في الضفة الغربية، ونتيجة لذلك فهي منخرطة في القتال الدائر ضد المقاومة الفلسطينية داخل الأراضي التي تديرها السلطة الوطنية الفلسطينية، وكذلك ضد محاولات المسلحين الفلسطينيين للتسلل إلى إسرائيل لتنفيذ عمليات انتحارية.
الفرقة مسؤولة عن سبع مدن فلسطينية هي جنين، وطولكرم، وقلقيلية، ونابلس، ورام الله، وبيت لحم والخليل.
وتتضمن المهام الرسمية مواجهة المقاومة الفلسطينية، مواجهة الإخلال بالأمن العام من قبل الفلسطينيين، وتأمين طرق النقل في المنطقة، والدفاع عن المستوطنات الإسرائيلية.

## الأنشطة
وتنفذ الفرقة إجراءات واعتقالات تجاه المسلحين الفلسطينيين يومياً. هذا المستوى من العمليات يعتمد غالباً على ساياروت (القوات الخاصة الإسرائيلية)، وحدات من القيادة الوسطى، وحدة دوفدفان، ويمام التابعة لشرطة حدود إسرائيل.
يقع مقر الفرقة بالقرب من بيت إيل، شمالي رام الله.